# Ross McKenzie
Ross McKenzie (nascut el 16 de març de 1983) és un futbolista neozelandès d'origen escocès que es retirà el 2012 després d'una carrera de jugar en equips com ara el Waitakere United i l'Auckland City del Campionat de Futbol de Nova Zelanda com a centrecampista o defensa.

## Trajectòria esportiva
McKenzie començà la seva carrera esportiva en la temporada 2006-2007 amb l'Auckland City. Allí jugà en 6 partits en els quals marcà 2 gols.
En el marcat de traspassos de 2006-2007 va ser transferit al Waikato FC el gener. Amb el Waikato, però, no hi estigué per massa temps, ja que va jugar tan sols 4 partits pel club i seria venut uns mesos després.
El juliol de 2007 McKenzie va ser transferit gratuïtament al Hougang United de l'S. League de Singapur. McKenzie va estar-hi un any sencer fins que va ser venut de nou en el mercat de traspassos.
El juliol de 2008 se'n tornà a Nova Zelanda, aquest cop seria fitxat pel Team Wellington. Amb el Team Wellington McKenzie va estar-s'hi la temporada sencera i hi va jugar en vuit partits. Quan el contracte amb el club de la capital neozelandesa se li acabà el juliol va desaparèixer del món futbolístic professional per dos anys.
El Waitakere United li oferí un contracte el juliol de 2011, McKenzie l'acceptà. Des d'aleshores ha jugat en quasi vint partits pel club, jugant en ambdós el Campionat de Futbol de Nova Zelanda i la Lliga de Campions de l'OFC. A més, va marcar tres gols pel club al llarg de la temporada.

## Palmarès
- Campionat de Futbol de Nova Zelanda (2): 2006-07, 2011-12.